# MGP 2002
MGP 2002 var det tredje årlige MGP for aspirerende sangere i alderen 8 til 15 år. Værterne var Camilla Ottesen, Gordon Kennedy og Nikolaj Kirk. Top 3 ville repræsentere Danmark i det indledende MGP Nordic efter det indenlandske formats udvidelse til Norge og Sverige.

## Deltagere
Gruppen Heartbeat er sammensat af fire tidligere MGP deltagere. Den består af sanggruppen Hope, som bestod af Christina Larsen og Nina Boysen der deltog i MGP i 2001 med sangen “Den første store kærlighed”, samt pigerne fra gruppen Three in One, Simone Popovic og Kathrine Bogø, der også deltog i MGP 2001 med sangen “Du Kan Sige Ja-Ja”, sammen med gruppens tredje medlem Simon Jochumsen. 
| Nr | Deltagere             | Fulde navn                                                    | Sang                           | Resultat      |
| -- | --------------------- | ------------------------------------------------------------- | ------------------------------ | ------------- |
| 1  | Emma                  | Emma Thorsteinsson                                            | "Du er den, som jeg vil ha'"   | Superfinalist |
| 2  | Simon                 | Simon Alstrup                                                 | "Alene"                        | Superfinalist |
| 3  | Pay Off               | Jacob Groesen, Josefine Hansen, Simon Nørager, Vibeke Persson | "Dig og mig"                   | Ude           |
| 4  | Team Theis            | Rene Taagehøj, Theis Elkjær                                   | "Turbofluen"                   | Ude           |
| 5  | Alexandra & Charlotte | Alexandra Kroon Thielsen, Charlotte Hoffmeyer                 | "Venskaber"                    | Ude           |
| 6  | Razz                  | Rasmus Ott                                                    | "Kickflipper"                  | Superfinalist |
| 7  | Linette               | Linette Johansen                                              | "Klappesangen"                 | Ude           |
| 8  | Heartbeat             | Christina Larsen, Kathrine Bogø, Nina Boysen, Simone Popovic  | "Din kærlighed"                | Superfinalist |
| 9  | Morten Fillipsen      | Morten Fillipsen                                              | "Du er ikke som de andre pi'r" | Superfinalist |
| 10 | Monica                | Monica Nygård                                                 | "Bare jeg ku' Forklare"        | Ude           |

### Finale
Efter den første afstemningsrunde gik fem deltagere videre til superfinalen og fremførte sangene igen for det danske publikum, og Top 3 fortsatte med at repræsentere Danmark ved MGP Nordic 2002 i København. Juryafstemningen blev permanent fjernet, hvilket gav den danske offentlighed enebeføjelse til at afgøre vinderen. Her er de fuldstændige resultater fra fjernafstemningen over hele landet.
| Nr | Deltagere        | Sang                           | Regioner | Regioner | Regioner         | Regioner      | Regioner       | I alt | Placering |
| Nr | Deltagere        | Sang                           | Jylland  | Fyn      | Sjælland & Øerne | Storkøbenhavn | Mobiltelefoner | I alt | Placering |
| -- | ---------------- | ------------------------------ | -------- | -------- | ---------------- | ------------- | -------------- | ----- | --------- |
| 1  | Emma             | "Du er den, som jeg vil ha'"   | 8        | 8        | 8                | 8             | 8              | 40    | 3         |
| 2  | Simon            | "Alene"                        | 4        | 4        | 4                | 4             | 6              | 22    | 5         |
| 3  | Razz             | "Kickflipper"                  | 10       | 12       | 12               | 12            | 12             | 58    | 1         |
| 4  | Heartbeat        | "Din Kærlighed"                | 6        | 6        | 6                | 6             | 4              | 28    | 4         |
| 5  | Morten Fillipsen | "Du er ikke som de andre pi'r" | 12       | 10       | 10               | 10            | 10             | 52    | 2         |

| Musik | Spire Denne musikartikel er en spire som bør udbygges. Du er velkommen til at hjælpe Wikipedia ved at udvide den. |